# Ferrovia Lucca-Aulla
La ferrovia Lucca-Aulla, detta anche ferrovia della Garfagnana, è una linea ferroviaria secondaria in esercizio che, partendo dalla città di Lucca e attraversando i territori della Garfagnana e della Lunigiana, si congiunge alla ferrovia Pontremolese ad Aulla.
Inaugurata per tronconi dal 1892 al 1959, è passata negli anni attraverso due gestioni: dal 1892 al 1915 fu gestita da FAL e dal 1915 la linea divenne parte della rete delle Ferrovie dello Stato.

## Storia

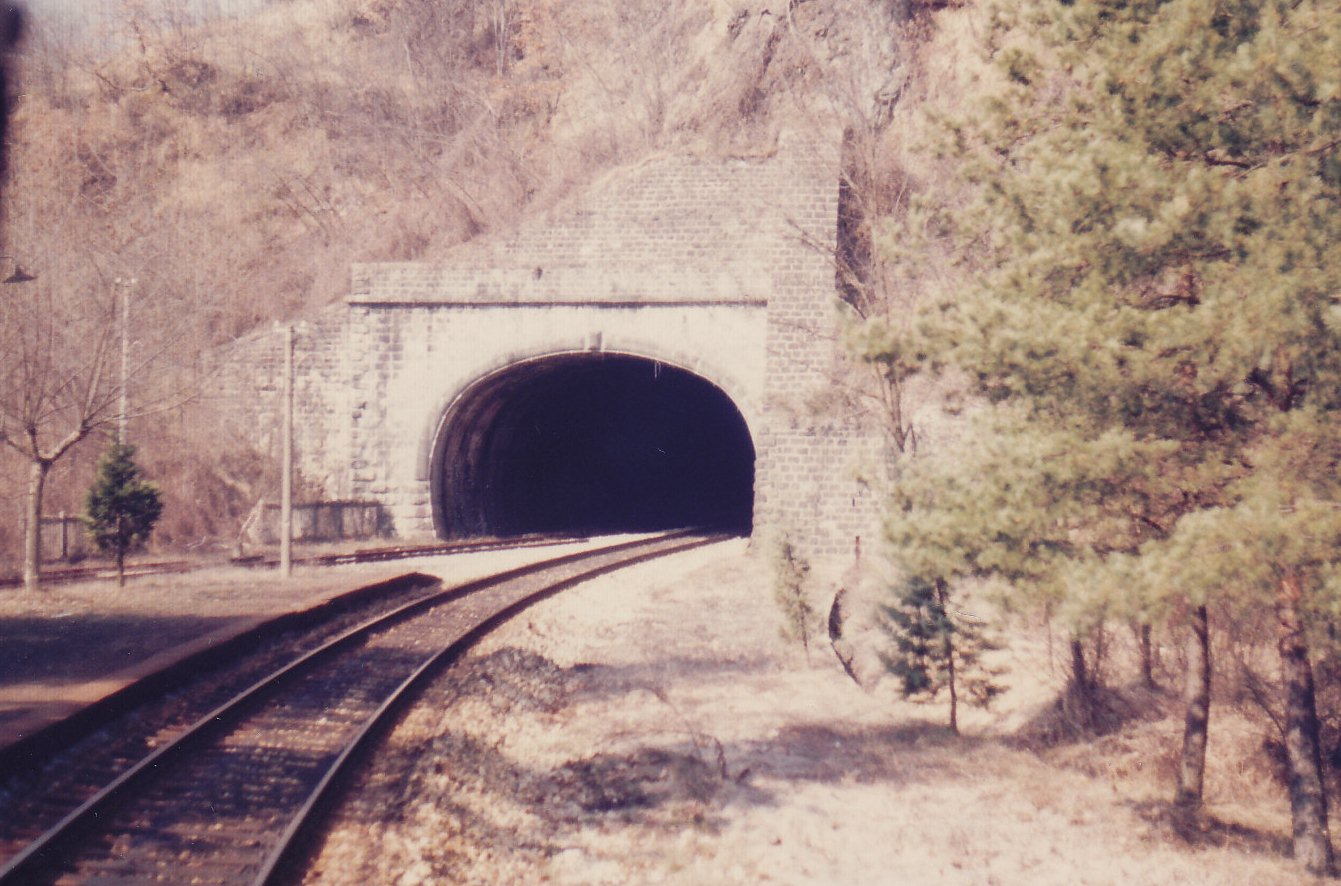
Galleria Capriola 2ª nel 1987, quando ancora ospitava gli scambi lato Aulla che immettevano nel piccolo scalo merci della stazione di Poggio-Careggine-Vagli

### Premesse
Da un punto di vista orografico, la Garfagnana appartiene alla Toscana, ma le vicende storiche la videro divisa tra le sfere di influenza lucchese, fiorentina e modenese. Le questioni politiche, sommate alla scarsità di risorse ed alla difficoltà di trasporto, fecero sì che la Garfagnana fosse una terra povera, dove l'unica possibilità di riscatto era rappresentata dall'emigrazione. In un tale contesto appare chiaro come la realizzazione di una ferrovia fosse vista come un toccasana per risollevare le sorti del territorio.
I primi studi, risalenti al 1850 circa, riguardavano un'impegnativa linea ferroviaria che avrebbe congiunto Lucca, al tempo parte del Granducato di Toscana, con Reggio Emilia, che ricadeva nel Ducato di Reggio.
La realizzazione della Porrettana rese meno pressante l'esigenza di un secondo collegamento transappeninico e l'incorporazione della Garfagnana alla provincia di Massa-Carrara al momento della creazione del Regno d'Italia fece ulteriormente slittare la realizzazione della ferrovia. Tale collegamento diretto tra il capoluogo e l'alta valle era reso impossibile dall'interposizione delle aspre Alpi Apuane.
Furono proposti vari progetti, ma anche la ben presto manifesta inadeguatezza della Porrettana alle necessità di traffico non bastò a concretizzare la realizzazione dell'opera.

### Inizio dei lavori
| Tratto                                      | Attivazione      | Attivazione |
| ------------------------------------------- | ---------------- | ----------- |
| Lucca-Ponte a Moriano                       | 15 febbraio 1892 | [ 1 ]       |
| Ponte a Moriano-Borgo a Mozzano             | 15 luglio 1898   | [ 1 ]       |
| Borgo a Mozzano-Bagni di Lucca              | 8 giugno 1899    | [ 1 ]       |
| Bagni di Lucca-Castelnuovo di Garfagnana    | 27 luglio 1911   | [ 1 ]       |
| Aulla-Gragnola                              | 4 dicembre 1911  | [ 1 ]       |
| Gragnola-Monzone                            | 25 marzo 1912    | [ 1 ]       |
| Monzone-Equi Terme                          | 1º agosto 1930   | [ 1 ]       |
| Castelnuovo di Garfagnana-Piazza al Serchio | 21 aprile 1940   | [ 1 ]       |
| Minucciano-Equi Terme                       | 3 febbraio 1944  | [ 1 ]       |
| Piazza al Serchio-Minucciano                | 21 marzo 1959    | [ 1 ]       |
| Variante                                    | Attivazione      | Attivazione |
| Pallerone-Aulla Lunigiana                   | 18 febbraio 2008 | [ 2 ]       |
| Manuale                                     |                  |             |

Solo nel 1879 fu riconosciuta nuovamente la necessità di dotare la Garfagnana di una propria ferrovia, inquadrata non più come collegamento transappenninico, ma quale linea di interesse locale. Nonostante ciò, la costruzione si interruppe nel 1892, dopo l'inaugurazione della prima tratta pianeggiante di soli 9 chilometri fino alla frazione di Ponte a Moriano; tale tratta apparteneva alla Rete Mediterranea, concessa alla Società per le Strade Ferrate del Mediterraneo che ne curava l'esercizio.
La stazione di Ponte a Moriano era raccordata al vicino iutificio, a sua volta dotato di un impianto di binari interni e la cui proprietà era comune con la tranvia Lucca-Ponte a Moriano, a sua volta raccordata. Cessato nel 1932 l'esercizio tranviario, lo stabilimento mantenne in attività il solo raccordo ferroviario fino alla chiusura avvenuta nel 1954.
Nel 1894 una convenzione di amministratori della Garfagnana aveva sollecitato la ripresa dei lavori, oltre l'annessione del territorio alla provincia di Lucca, e furono organizzate manifestazioni in tal senso. L'anno successivo i lavori di costruzione ripresero.

### Prolungamenti e gestione come ferrovia in concessione
Nel 1905, quando la gestione passò alle neocostituite Ferrovie dello Stato, non si era ancora a nulla e la situazione portò a una serie di manifestazioni di piazza e cortei, con la discesa dei valligiani fino a Lucca e le dimissioni in massa di tutti gli amministratori locali. I lavori ripresero lentamente.
Dal 1907, poco oltre Lucca, il percorso della linea fu interessato dall'attraversamento a raso della stessa da parte dei binari della tranvia elettrica a scartamento metrico Lucca-Pescia-Monsummano, che si trovava all'intersezione della via Pesciatina. Tale impianto venne soppresso solo nel 1957, alla chiusura della tranvia.
Nel 1911 alle FS subentrò quale nuovo gestore la Società per la Ferrovia Lucca-Aulla (FAL) che assunse anche l'onere di curare i progetti di prolungamento. Nello stesso anno si inauguravano intanto le tratte Bagni di Lucca-Castelnuovo di Garfagnana e Aulla-Gragnola. In realtà la ferrovia aveva coperto solo metà del previsto percorso Lucca-Aulla, ma almeno aveva raggiunto la parte più popolosa della vallata. Il 1915 vide il fallimento della FAL, cui subentrarono nuovamente le FS.

### Completamento della linea

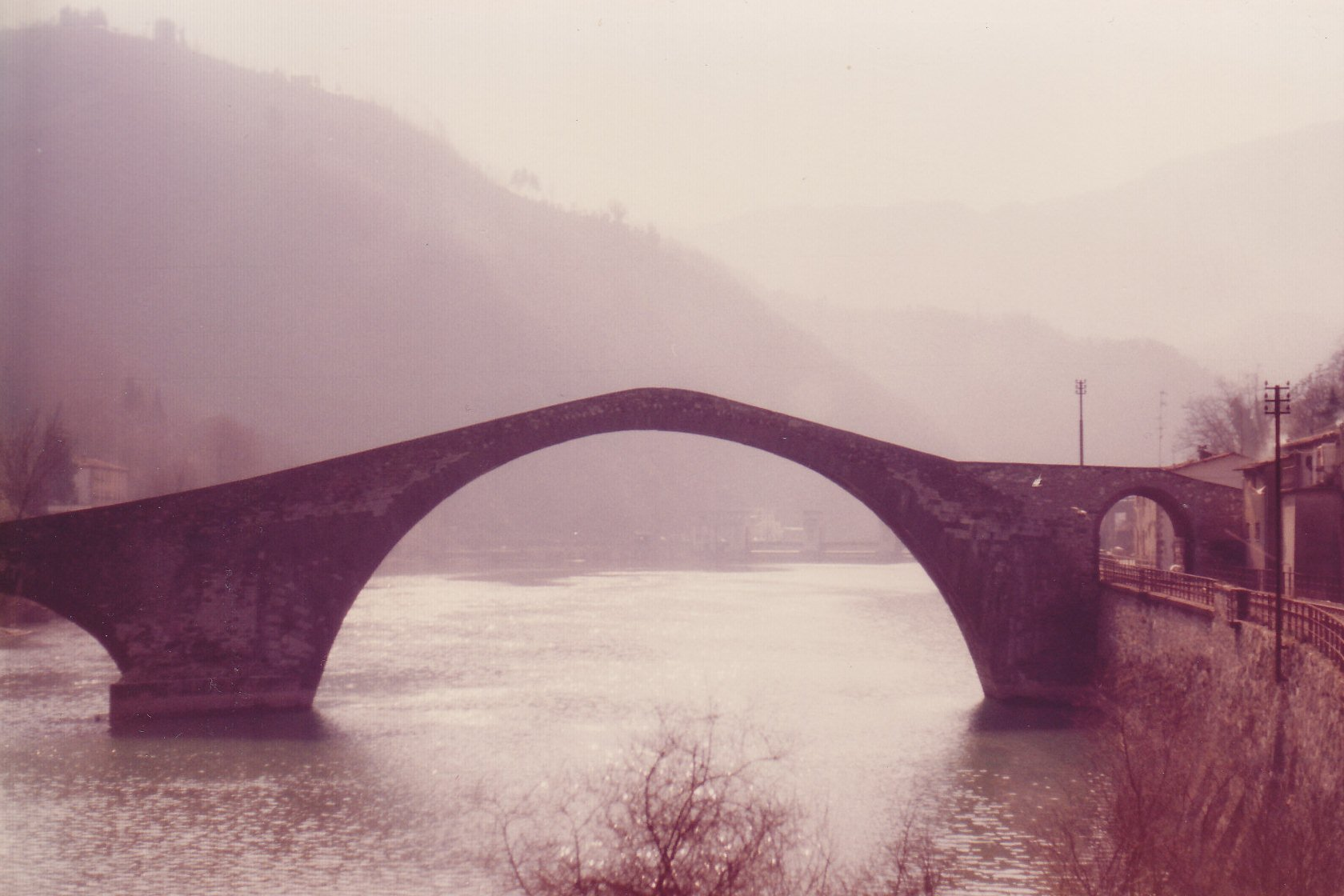
Il ponte della Maddalena, a Borgo a Mozzano

La prima guerra mondiale sicuramente distrasse l'interesse da questa ferrovia; nel 1923 il territorio passò sotto la giurisdizione lucchese ma nemmeno questo avvenimento riuscì a sbloccare il proseguimento anche perché numerose frane, soprattutto nel versante lucchese, rallentarono i lavori presso rio Torbo, al km 48+490, San Romano, Poggio e rio Calcinaia. Si dovrà attendere il 1º agosto 1930 per vedere aperto il tronco Monzone-Equi Terme di 2,600 km. Dopo altri dieci anni, il 21 aprile 1940, si farà un grosso passo avanti verso l'ultimazione della linea. Con grande solennità viene infatti inaugurato il tronco Castelnuovo Garfagnana-Piazza al Serchio (già utilizzato in concessione dalla società Nord-Carrara). Il 3 febbraio 1944, con il traforo dell'Ugliancaldo, lungo 4.400 metri, la ferrovia giunge da Equi Terme alla stazione di Minucciano-Pieve-Casola.
Solo dopo la seconda guerra mondiale nel 1953, ricominciarono i lavori sulla linea che si conclusero il 21 marzo 1959 con l'inaugurazione della tratta fino ad Aulla unendo le stazioni di Minucciano e Piazza al Serchio con la galleria del Lupacino. La ferrovia, lunga complessivamente 89 chilometri, fu completata a 75 anni dalla posa del primo binario.

### Anni duemila
La linea, di carattere locale, è interessata dai treni del servizio regionale svolto da Trenitalia nell'ambito del contratto di servizio stipulato con la Regione Toscana che svolgono servizio pendolare per l'area lucchese e pisana. La linea risulta percorsa da circa 15 treni al giorno per direzione.
Un servizio merci è attivo dal 2012 fra lo scalo di Minucciano, presso il quale è stato approntato un apposito impianto di caricamento, e il distretto industriale di Sassuolo, per trasporto di materiali destinati allo stabilimento Kerakoll. La trazione di tali servizi, inizialmente in carico a Trasporto Passeggeri Emilia-Romagna (TPER), è stata in seguito affidata a Trenitalia.
A motivo del paesaggio attraversato e della vicinanza con alcune rinomate mete turistiche toscane, nel corso degli anni la ferrovia Lucca-Aulla ha visto l'organizzazione di numerosi treni speciali. Fra le opere d'arte più note nell'iconografia, sono numerose le immagini che riprendono il transito dei treni sotto un arco del cosiddetto ponte della Maddalena di Borgo a Mozzano.

#### La variante di Aulla
Fra l'inizio degli anni novanta e la metà del primo decennio degli anni 2000 la ferrovia Parma-La Spezia, della quale la linea della Garfagnana costituisce una diramazione, venne interessata da significativi lavori di raddoppio con la costruzione della lunga galleria Serena fra Aulla e Santo Stefano di Magra. Tale opera comportò un totale riassetto degli impianti ferroviari di Aulla che videro il decentramento della stazione con la creazione del nuovo impianto di Aulla Lunigiana.
La ferrovia della Garfagnana risultò così inizialmente scollegata nella sua parte settentrionale, fino all'inaugurazione della nuova variante appositamente costruita, che venne inaugurata il 18 febbraio 2008. A partire da tale data, la vecchia stazione di Aulla, rimasta in esercizio quale stazione di testa per le corse verso Lucca, fu definitivamente soppressa.

## Caratteristiche
La linea è interamente a binario unico con scartamento ordinario di 1 435 mm e non elettrificata; viene esercita in regime di telecomando DCO con sede a Pisa. È attrezzata con blocco elettrico conta-assi e SCMT su tutta la tratta. L'attrezzaggio SCMT è stato attivato a tratte: il 24 ottobre 2021 tra Piazza al Serchio e Aulla, il 27 giugno 2022 tra Lucca e Fornaci di Barga e infine il 1º settembre 2022 tra Piazza al Serchio e Fornaci di Barga con conseguente dismissione del sottosistema di terra SSC.

### Percorso
| Continuation backward |

| Station on track |

| Unknown route-map component "exCONTgq" | Unknown route-map component "eABZgr" |  |

| Unknown route-map component "CONTgq" | Unknown route-map component "ABZgr" |  |

| Unknown route-map component "uexCONTgq" | Unknown route-map component "emKRZ" | Unknown route-map component "uexCONTfq" |

| Unknown route-map component "exKINTaq" | Unknown route-map component "eABZgr" |  |

| Station on track |

|  | Unknown route-map component "emABZg+l" | Unknown route-map component "uexCONTfq" |

| Unknown route-map component "HSTeBHF" |

| Unknown route-map component "eBHF" |

| Unknown route-map component "KINTaq" | Unknown route-map component "ABZgr" |  |

| Station on track |

| Unknown route-map component "HSTeBHF" |

| Unknown route-map component "STRu" |

| Station on track |

| Unknown route-map component "eHST" |

| Unknown route-map component "HSTeBHF" |

| Unknown route-map component "exKINTaq" | Unknown route-map component "eABZgr" |  |

| Unknown route-map component "eHST" |

| Station on track |

| Unknown route-map component "exKINTaq" | Unknown route-map component "eABZg+r" |  |

| Unknown route-map component "HSTeBHF" |

| Stop on track |

| Stop on track |

| Station on track |

| Unknown route-map component "hKRZWae" |

| Unknown route-map component "eHST" |

| Unknown route-map component "HSTeBHF" |

| Enter and exit tunnel |

| Unknown route-map component "HSTeBHF" |

| Enter and exit tunnel |

| Unknown route-map component "HSTeBHF" |

| Station on track |

| Unknown route-map component "tSTRa" |

| Unknown route-map component "tSTRe" |

| Station on track |

| Unknown route-map component "tSTRa" |

| Unknown route-map component "tSTRe" |

| Unknown route-map component "HSTeBHF" |

| Unknown route-map component "hKRZWae" |

| Unknown route-map component "HSTeBHF" |

| Unknown route-map component "hKRZWae" |

| Station on track |

| Unknown route-map component "HSTeBHF" |

| Unknown route-map component "HSTeBHF" |

| Unknown route-map component "eHST" |

| Unknown route-map component "HSTeBHF" + Unknown route-map component "lBST" |

|  | Unknown route-map component "eABZgl" | Unknown route-map component "exKINTeq" |

| Unknown route-map component "KRW+l" | Unknown route-map component "xKRWgr" |  |

| Enter and exit tunnel | Unknown route-map component "exSTR" |  |

| Unknown route-map component "ABZg+l" | Unknown route-map component "exTUNNEL1" + Transverse track | Unknown route-map component "CONTfq" |

| Straight track | Unknown route-map component "exABZg+l" | Unknown route-map component "exCONTfq" |

| Straight track | Unknown route-map component "exBHF" |  |

| (89+273) |
| (99+693) |

| Station on track | Unknown route-map component "exSTR" |  |

| 89+923   |
| (98+598) |

| Unknown route-map component "CONTr+g" | Unknown route-map component "exSTR" |  |

| Unknown route-map component "exdCONTgq" | Unknown route-map component "excSTRq" | Unknown route-map component "exv-STRr" | Unknown route-map component "c" |  |

Lasciata la stazione di diramazione di Aulla Lunigiana, sita in posizione decentrata rispetto al centro storico cittadino, e percorsa la breve tratta in variante negli anni duemila, si raggiunge la fermata senza traffico di Pallerone, dove in località Bibola era presente il raccordo con l'adiacente polverificio che ospitava anche un piccolo fascio di binari.
L'area attraversata fa parte della Lunigiana, il cui territorio si presenta qui ancora scarsamente antropizzato. Superato un altro impianto dismesso, la fermata di Serricciolo, si incontrano poi, nell'ordine, le fermate impresenziate presenti nel territorio di Fivizzano (nei borghi di Rometta-Soliera e Gassano).
Dopo la stazione di Gragnola la pendenza della linea aumenta, e vengono toccate due ulteriori fermate: Monzone-Monte dei Bianchi-Isolano, dove è raggiunta la massima pendenza della linea, pari al 25 per mille, ed Equi Terme, paese rinomato per la presenza di una sorgente di acqua sulfurea e di un sistema di grotte. Lasciata la successiva stazione di Minucciano-Pieve-Casola, ormai nella provincia di Lucca, inizia il tratto di attraversamento della Garfagnana da cui la linea prende il suo tradizionale nome. Quest'ultima stazione è dotata di un binario merci con impianto di caricamento materiali e da qui i treni imboccano la galleria del Lupacino, che con i suoi 7,515 km di lunghezza risulta la più significativa della linea.
Si giunge quindi in stazione di Piazza al Serchio, dove, non distante della stazione, è posta come monumento la locomotiva FS 940.002 a ricordo degli anni della trazione a vapore. 
Inizia dunque la lunga discesa verso Lucca, servendo in successione le fermate di Camporgiano, Poggio-Careggine-Vagli, Villetta San Romano e Pontecosi, fino a raggiungere la stazione di Castelnuovo di Garfagnana. Ulteriori tre fermate (Fosciandora-Ceserana, Castelvecchio Pascoli, località che prende il nome dal celebre poeta italiano che visse in zona, e Barga Gallicano) e si raggiunge la stazione di Fornaci di Barga, località anch'essa ben nota in Italia per essere stata citata nelle opere del Pascoli. Qui era presente il raccordo, ora disarmato, per lo stabilimento Europa Metalli (trasformata in KME). Un ulteriore raccordo, al servizio di una cartiera e attivo fino al 2015, si trovava alla progressiva chilometrica 28+484 da Lucca (raccordo Tronchetti).
Subito dopo segue la stazione di Piano di Coreglia-Ponte all'Ania, situata tra Fornaci di Barga e Ghivizzano-Coreglia.
Oltrepassata la fermata di Ghivizzano-Coreglia la ferrovia raggiunge la dismessa fermata intermedia di Calavorno. Superata anche questa piccola e semplice fermata, la linea arriva dunque alla cittadina termale di Bagni di Lucca. Tenendosi sempre in prossimità del fiume Serchio, la linea incontra uno dei punti più classici presso Borgo a Mozzano, dove transita sotto un fornice appositamente costruito nel ponte della Maddalena, per poi raggiungere la stazione di Diecimo-Pescaglia. Alla progressiva 14+902 da Lucca si incontra qui un altro raccordo attivo, quello con uno stabilimento della Cartiera Lucchese (Lucart).
Ormai in territorio pressoché pianeggiante il binario supera l'ex stazione di Piaggione e raggiunge la stazione di Ponte a Moriano, capolinea del primo tratto della ferrovia realizzato e un tempo sede di uno iutificio, raccordato sia alla stazione ferroviaria che alla tranvia a vapore per Lucca di proprietà dello stesso.
Superato il sobborgo di San Pietro a Vico ed oltrepassata con un passaggio a livello la via Pesciatina, che fino al 1957 ospitava il binario a scartamento metrico della tranvia elettrica per Pescia, la ferrovia della Garfagnana termina il suo percorso presso la stazione di Lucca.

## Materiale rotabile
Nel corso degli anni sono numerosi i rotabili che si sono avvicendati lungo la linea.
Al tempo della gestione in concessione, il parco trazione a vapore era costituito dalla locomotiva FAL Aulella, dai 3 esemplari di costruzione Borsig poi immatricolati presso le FS come 874 e dalla locomotiva Garfagnana, poi 81501 FS (re-immatricolata poi come 815.001); per la trazione dei treni merci erano disponibili 2 locomotive rodiggio D denominate Lucca e Massa, poi FS 89401 e 89402 (in seguito 894.001 e 002).
Successivamente i servizi ferroviari furono appannaggio prevalentemente delle classiche locotender FS gruppo 940, un esemplare delle quali è conservato come monumento a Piazza al Serchio.

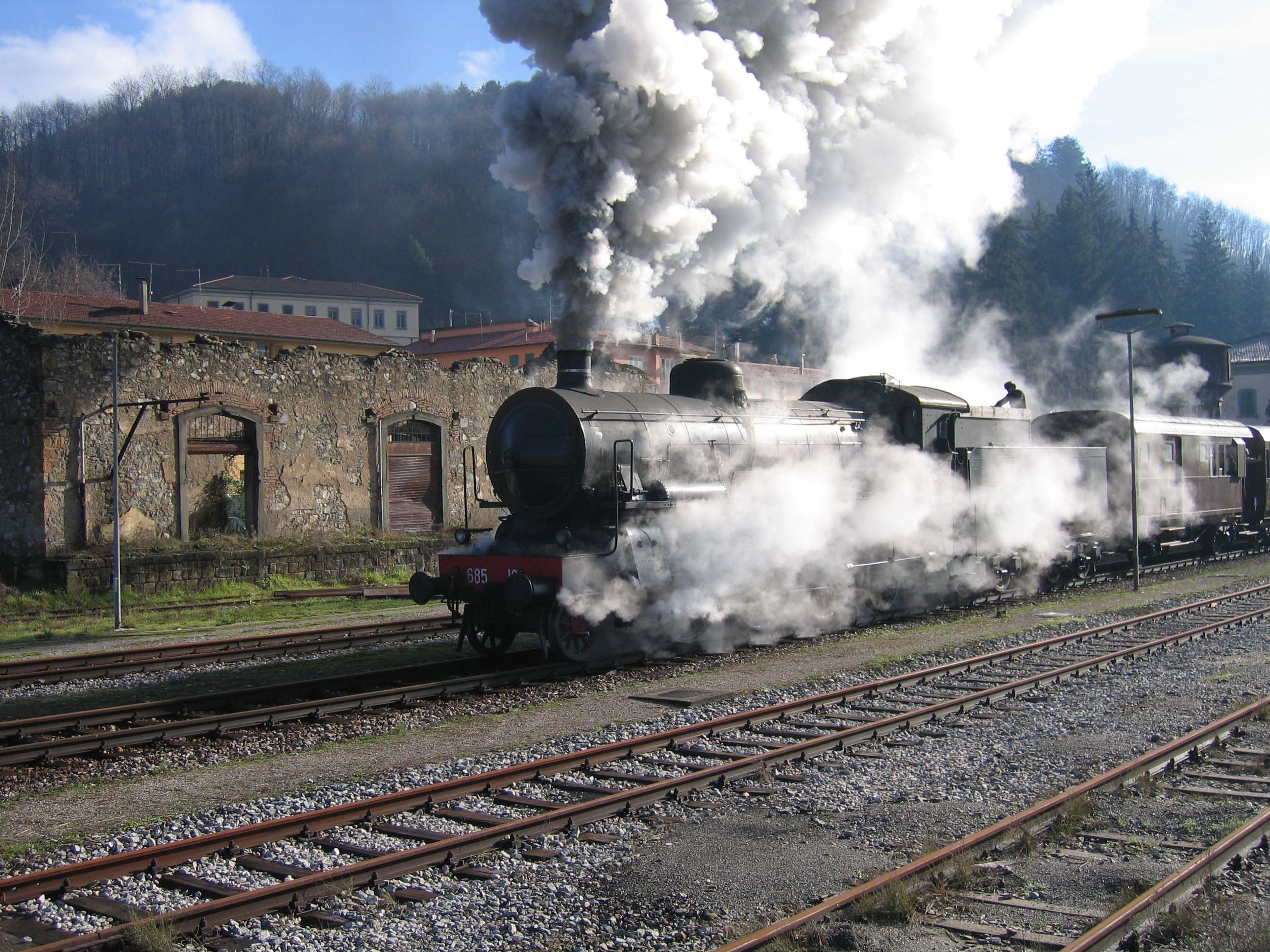
Locomotiva FS 685.196 a Castelnuovo Garfagnana
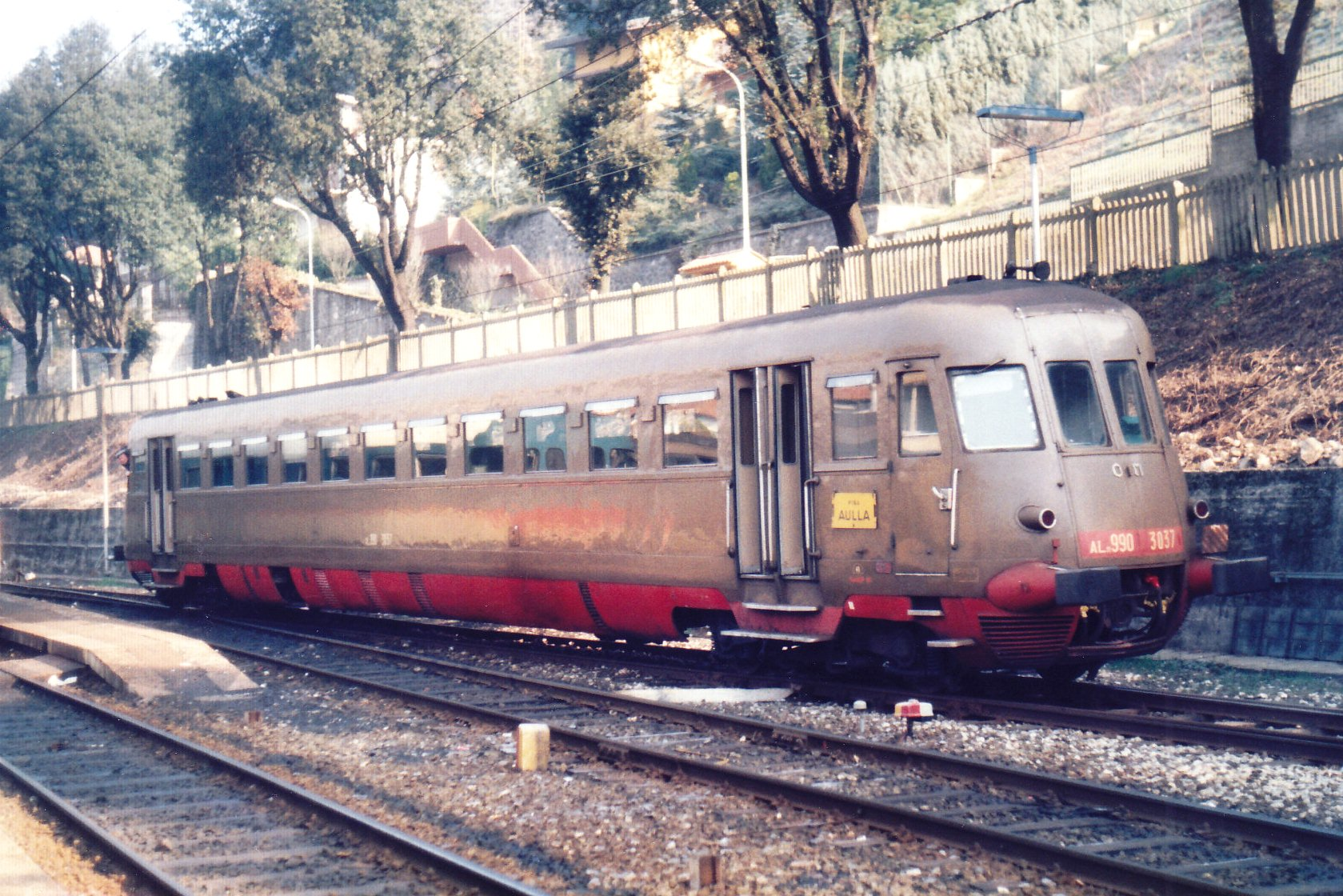
ALn 990.3037 per Lucca nella vecchia stazione di Aulla
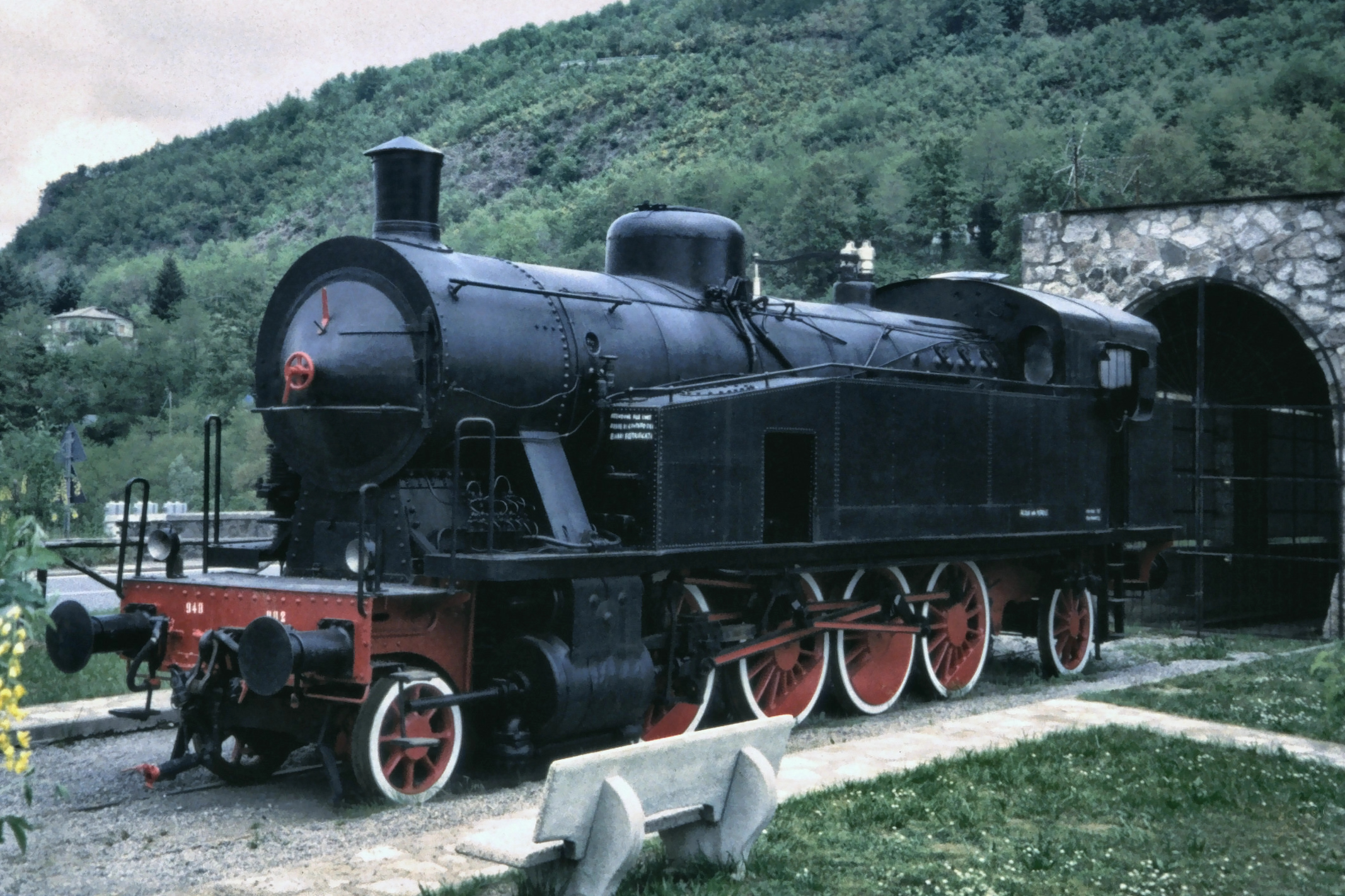
Locomotiva FS 940.002 (OM, 1922) monumentata a Piazza al Serchio

Cessata l'epoca del vapore, sulla linea hanno circolato sia composizioni di materiale ordinario, alla trazione di locomotive diesel D.342 e D.345, sia automotrici termiche; fra i rotabili caratteristici della ferrovia della Garfagnana figurano le ALn 990 della serie 3000 OM, che prestarono qui servizio fino alla fine della loro carriera.
A partire dagli anni ottanta, cessati i servizi a materiale ordinario, si diffusero sulla linea complessi di automotrici ALn 668 e 663, affiancate a partire dagli anni duemila dagli autotreni "Minuetto". Dalla fine degli anni 2010 la linea viene percorsa esclusivamente dagli autotreni ATR 220 "Swing" e, in caso di indisponibilità di quest'ultimi, da complessi di automotrici ALn 663 del deposito di Siena.
Dal 2025, con la cessazione del servizio delle automotrici ALn 663 della Regione Toscana, gli ATR 220 "Swing" sono gli unici treni che percorrono la linea.

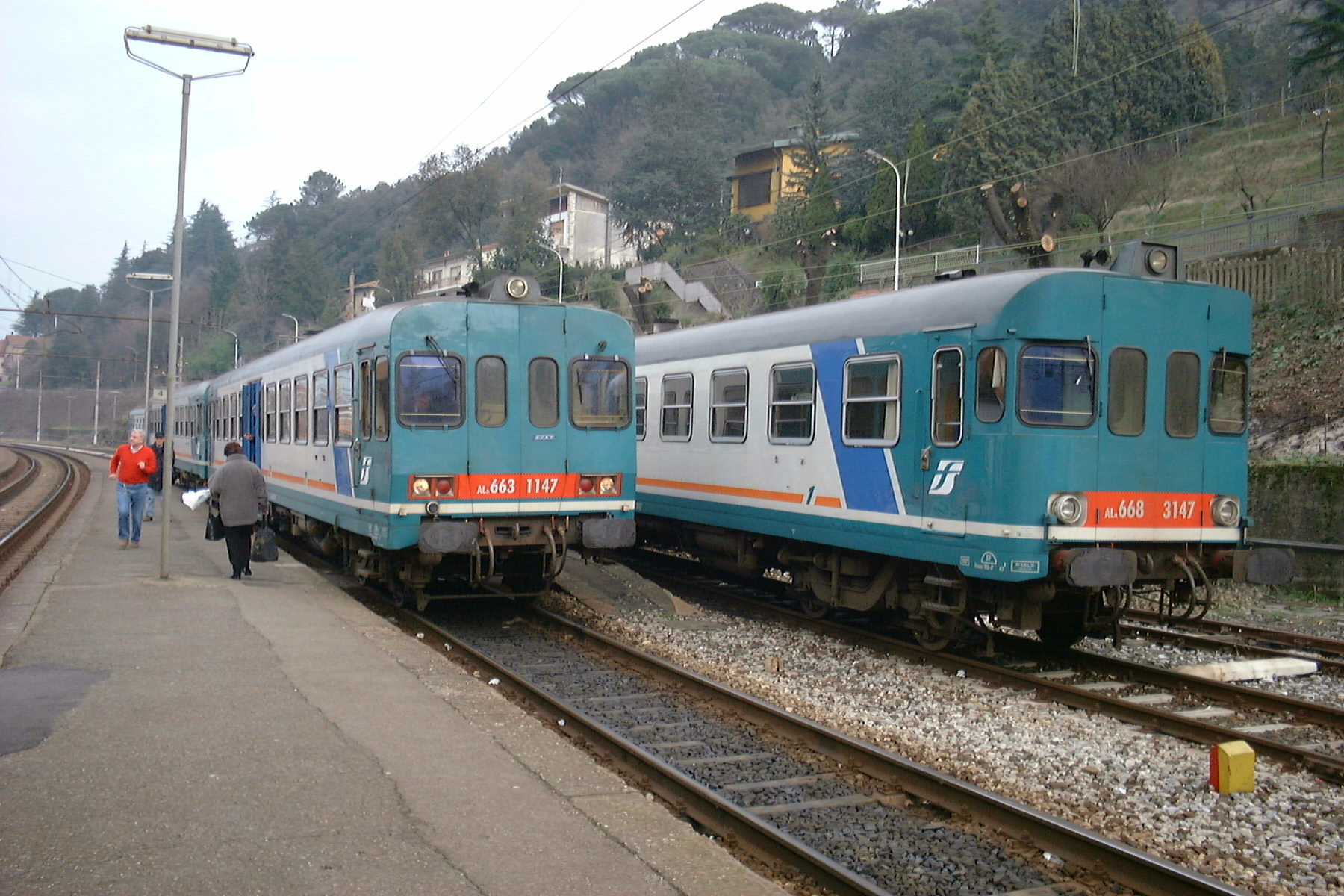
ALn 663 (sinistra) e ALn 668 (destra) nella vecchia stazione di Aulla
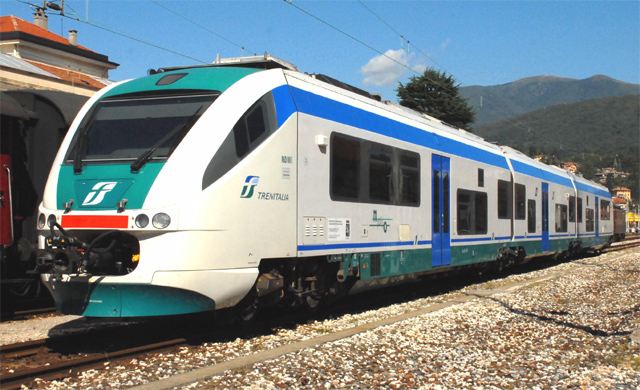
ALn 501/502 Minuetto di Trenitalia
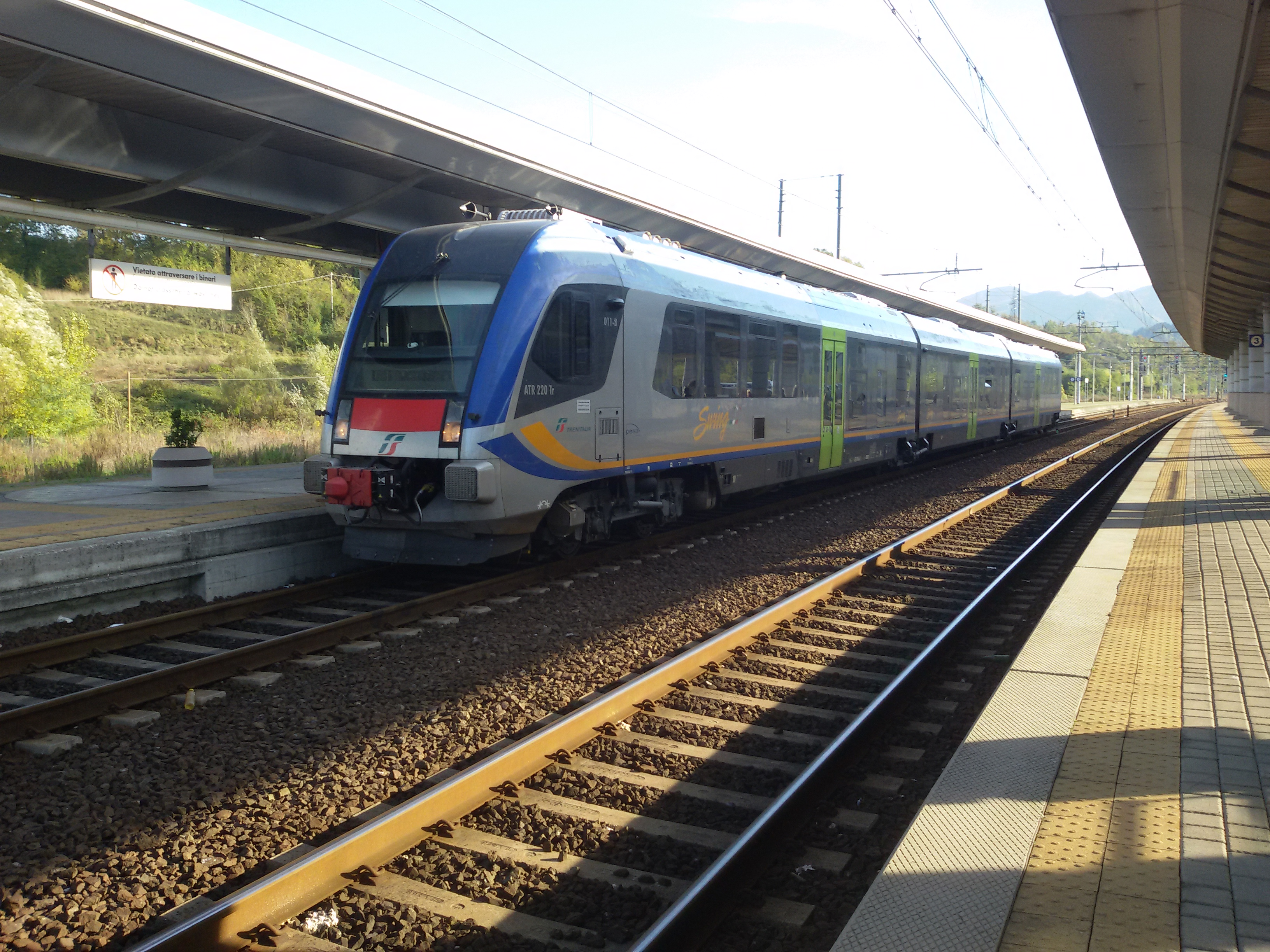
ATR 220 Swing alla stazione di Aulla Lunigiana

### Fonti
- Arturo Castellani, In treno da Lucca ad Aulla, in Nuovo monitore delle strade ferrate, n. 2, 15 giugno 1975, pp. 3–9
- Marco Bendinelli, La ferrovia della Garfagnana, in I Treni Oggi, n. 43, ottobre 1984, ETR, Salò, p. 29. ISSN 0392-4602
- Adriano Betti Carboncini, Un treno per Lucca. Ferrovie e tranvie in Lucchesia, Valdinievole e Garfagnana. Funicolare di Montecatini, Calosci, Cortona, 1990. ISBN 88-7785-044-2
- Cristiana Dani, Una Ferrovia lunga cent'anni - la costruzione della Lucca-Aulla, Maria Pacini Fazzi Editore, Lucca, 1999. ISBN 88-7246-357-2
- Rete Ferroviaria Italiana - Direzione Circolazione, Fascicolo Linea 95, su normativaesercizio.rfi.it, ed. dicembre 2003. URL consultato il 21 ottobre 2021.
- Angelo Uleri, Le tranvie a vapore della Toscana, Alinea, Firenze, 1999. ISBN 88-8125-356-9.
- Stefano Garzaro, Il treno in Garfagnana (Terzo volume della collana "Il libro dei Treni"), ETR, Salò (BS), 2004.
- Annalisa Giovani e Stefano Maggi, Muoversi in Toscana. Ferrovie e trasporti dal Granducato alla Regione, Bologna, Il Mulino, 2005, ISBN 88-15-10814-9.
- Associazione Toscana Treni Storici, 1905-2005 Cento anni di FS in Toscana, Pegaso, Firenze, 2005.
- Emiliano Maldini, Uno sguardo sulla Garfagnana, in Mondo ferroviario, n. 247, settembre 2007, EdG, Desenzano d.G., p. 22. ISSN 0394-8854
- Rete Ferroviaria Italiana - Direzione Circolazione, Circolare Territoriale FI 7/2021, 24 ottobre 2021.
- Rete Ferroviaria Italiana - Direzione Circolazione, Circolare Territoriale FI 5/2022, 27 giugno 2022.
- Rete Ferroviaria Italiana - Direzione Circolazione, Circolare Territoriale FI 8/2022, 9 settembre 2022.

### Testi di approfondimento
- Il nuovo tronco Castelnuovo di Garfagnana-Piazza al Serchio della ferrovia Lucca-Aulla, in Rivista tecnica delle ferrovie italiane, ottobre 1940.